# Mezzo (musikkanal)
Mezzo är en franskspråkig satellit-TV kanal specialiserad på konst/klassisk musik, opera, balett, folkmusik, jazz och världsmusik.
2002 gick Mezzo (kontrollerad av Lagardère and Vivendi-Universal) ihop med kanalen Muzzik (kontrollerad av France Télécom and France Télévision) och blev den största kulturkanalen i Europa.
10 februari 2005 firade kanalen 10-årsjubileum.
I Sverige ingår kanalen i Com Hems tillvalspaket. Systerkanalen Mezzo HD, som har ett separat program, erbjuds mot betalning av Comhem.